# Feldafing
Feldafing is een gemeente in de Duitse deelstaat Beieren, en maakt deel uit van de Landkreis Starnberg.
Feldafing telt 4.284 inwoners.

## Geografie
Feldafing ligt tussen Pöcking, het tot Pöcking behorende Possenhofen en Tutzing, aan de westelijke oever van het meer de Starnberger See. Het Roseninsel, 'rozeneiland', ligt 170 meter van de oever vandaan in dit meer. In de gemeente hebben, zoals ook elders aan het Starnberger Meer, rijke Duitsers vanaf de 18e t/m de 20e eeuw grote villa's laten bouwen, die tot op heden beeldbepalend zijn. Sommige van deze villa's zijn omgeven door fraaie tuinen of parken. Langs het meer is een golfbaan met 18 holes aangelegd.

### Delen van de gemeente
- Feldafing (kerkdorp)
- Garatshausen (dorp zonder eigen kerkgebouw)
- Wieling (kerkdorp)
- Wörth (Schloss Roseninsel)

## Geschiedenis
De plaats wordt voor het eerst in 1116 in een document vermeld. In 1834 verwierf hertog Maximiliaan Jozef in Beieren een landgoed in Feldafing. Zijn dochter, Elisabeth in Beieren (1837-1898), de latere Keizerin Sissi van Oostenrijk-Hongarije, bezocht het Rozeneiland regelmatig.
In het Derde Rijk namen de nazi's in 1934 enkele villa's in beslag voor een eliteschool, de Reichsschule Feldafing, aanvankelijk van de SA, later voor met name militaire training van leden van de NSDAP. In 1942 werd op een aangrenzend terrein een buitencommando van concentratiekamp Dachau ingericht. Na de Tweede Wereldoorlog werd het complex een opvangkamp voor ontheemden. De gebouwen zijn daarna ten dele tot woonappartementen verbouwd, ten dele door de Bundeswehr als IT-opleidingscentrum in gebruik genomen.

## Markante gebouwen
Op het Rozeneiland in het Starnberger Meer liet koning Maximiliaan II van Beieren in 1853 de villa Casino bouwen. De hieromheen aangelegde rozentuin,  aangelegd door de bekende Pruisische tuin- en landschapsarchitect Peter Joseph Lenné, gaf het eiland zijn naam. Ook Maximiliaans zoon, Lodewijk II, kwam er vaak, soms in gezelschap van Elisabeth (keizerin Sissi), o.a. om in de rozentuin te wandelen. Na een periode van verwaarlozing werd het geheel door de deelstaat Beieren overgenomen, gerenoveerd en in 2003 beperkt voor toeristisch bezoek (ongeveer van medio april - medio oktober) opengesteld. In de villa Casino is een museum gevestigd. Op het eiland is geen horecagelegenheid aanwezig. Het meenemen van honden, en fietsen, is verboden.
Te Garatshausen staat de villa waar de Duitse acteur Hans Albers van 1935 tot kort voor zijn overlijden in 1960 de meeste tijd van zijn leven woonde. Zijn levensgezellin Hansi Burg liet de villa na haar eigen dood in 1975 na aan de deelstaat Beieren.
Sedert 1902 staat te Feldafing de Villa Waldberta. Kort voor de Eerste Wereldoorlog heeft de Nederlandse uitgever Albertus Willem Sijthoff er enige tijd gewoond. Het gebouw was in de Tweede Wereldoorlog als veldhospitaal en daarna als vluchtelingenkamp en als school in gebruik. Sinds 1980 is het een kunstenaarshuis van de gemeente München waar kunstenaars kunnen wonen en werken volgens het concept artist in residence.

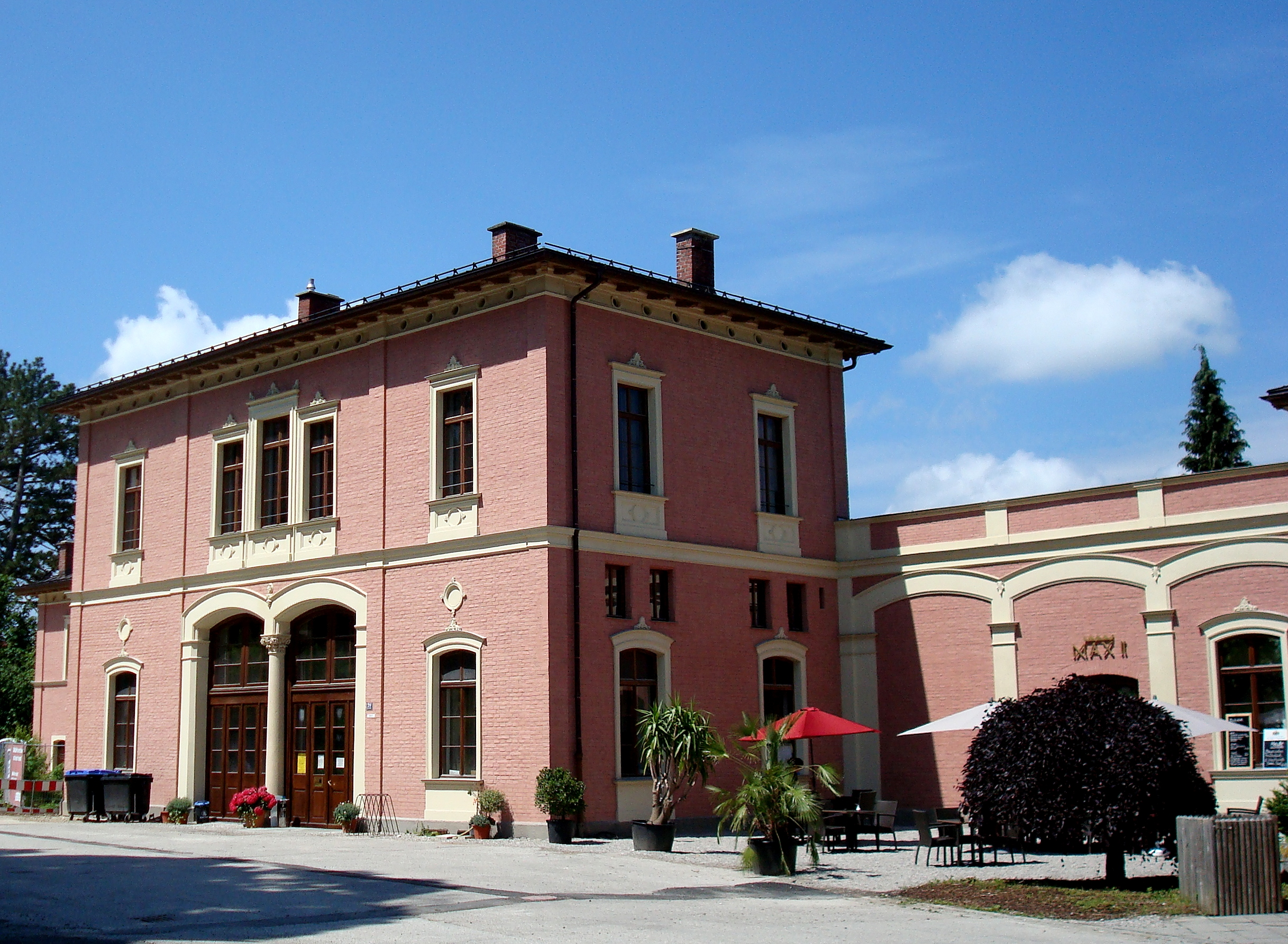
Stationsgebouw, tevens gemeentehuis
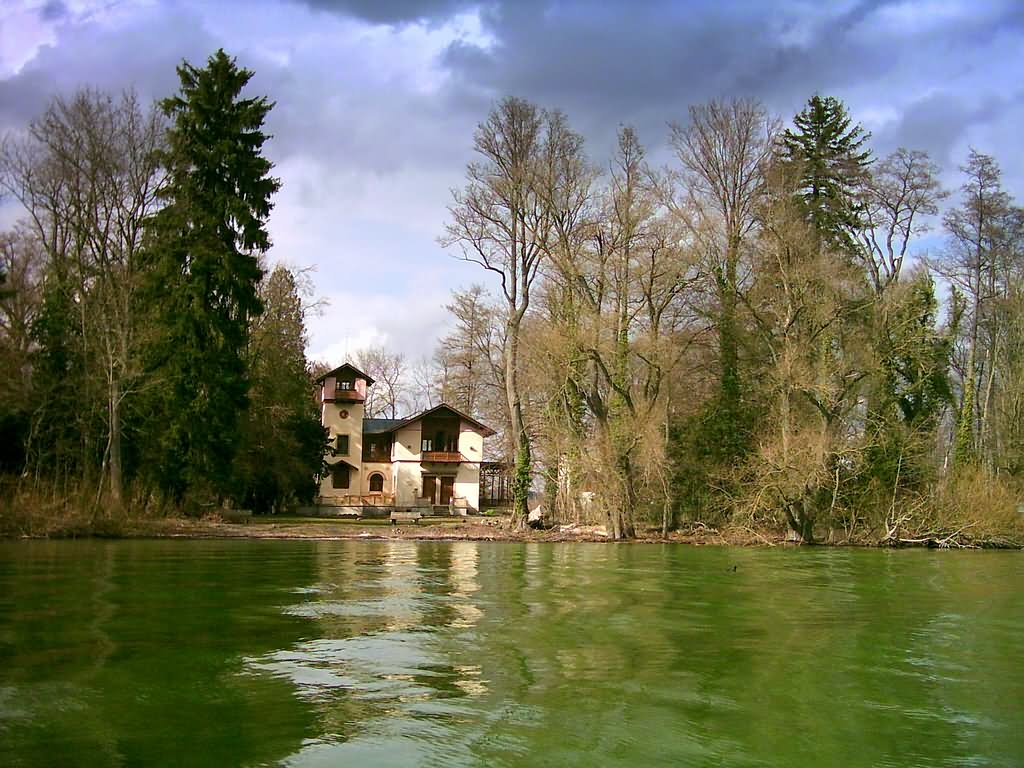
Villa Casino op het Rozeneiland
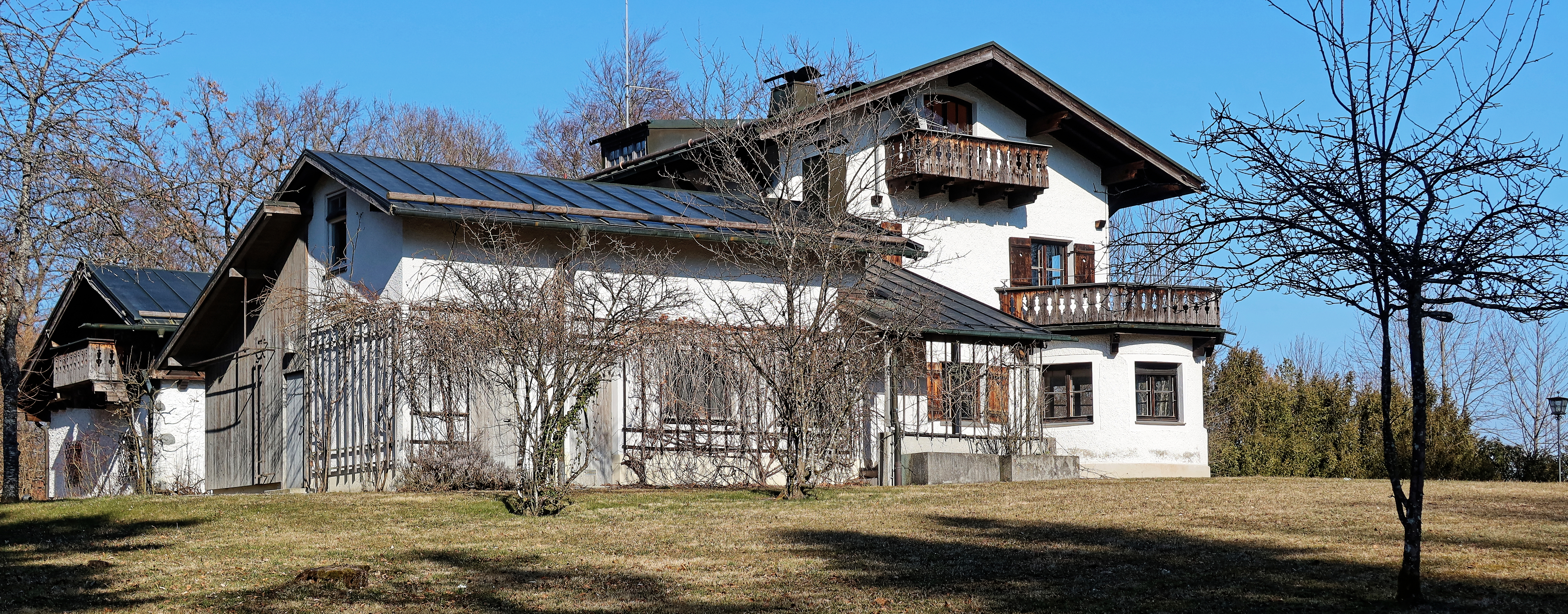
Villa van Hans Albers en Hansi Burg te Garatshausen
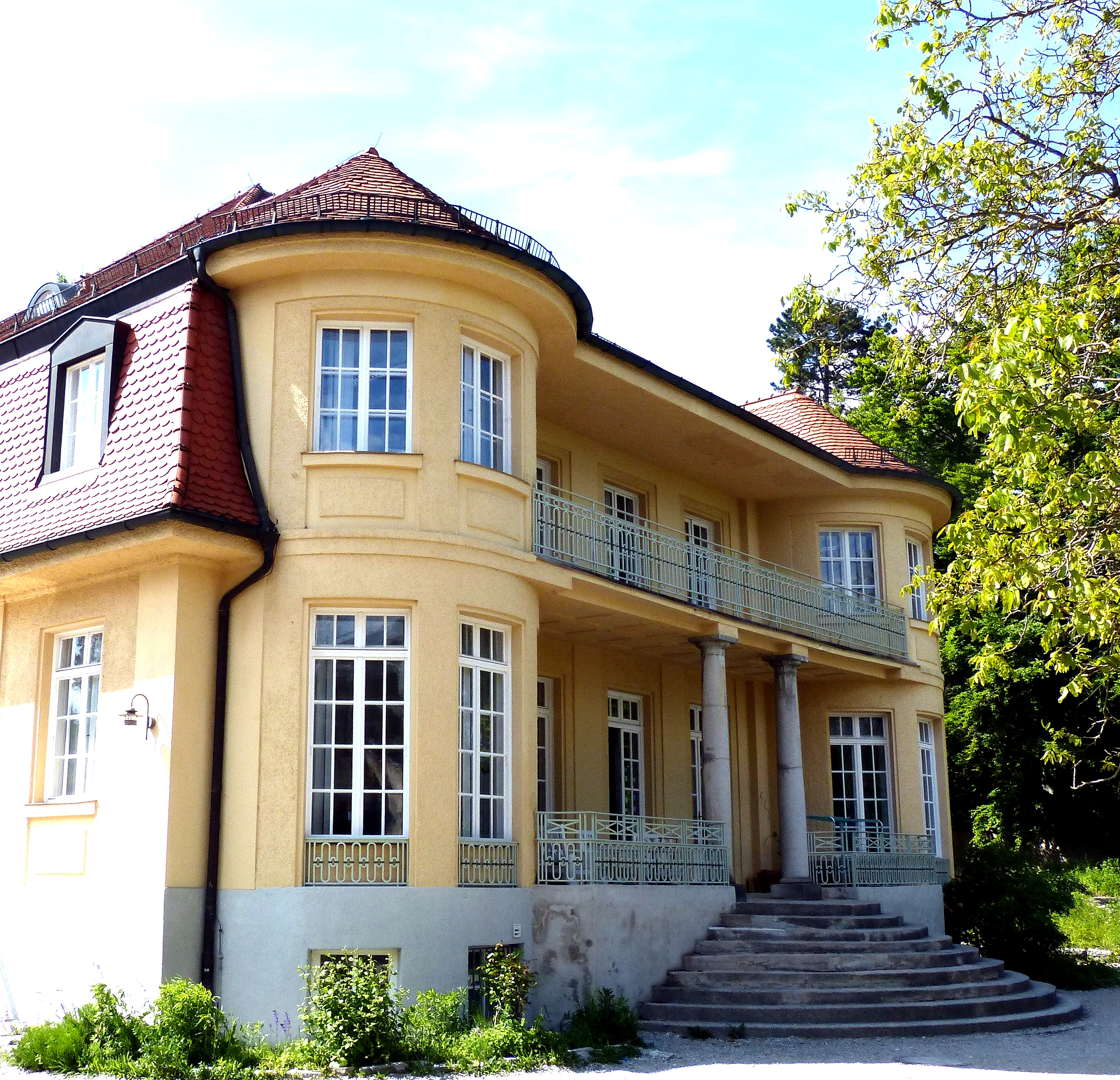
Villa Bernheimer[2] (1913; tegenwoordig kleuterschool)
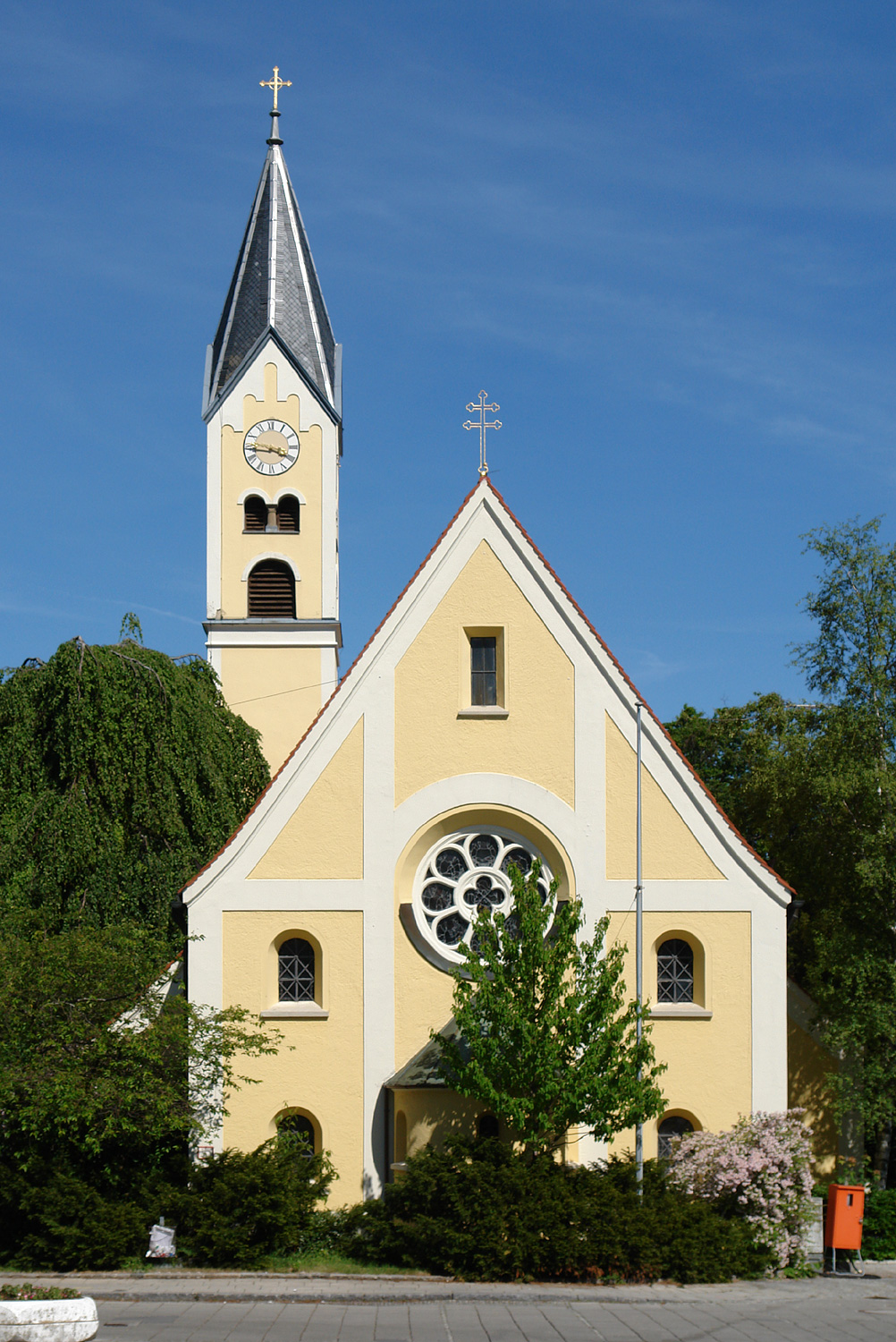
R.K. Sint-Pieter-en-Paulskerk, Feldafing (grotendeels 19e-eeuws)
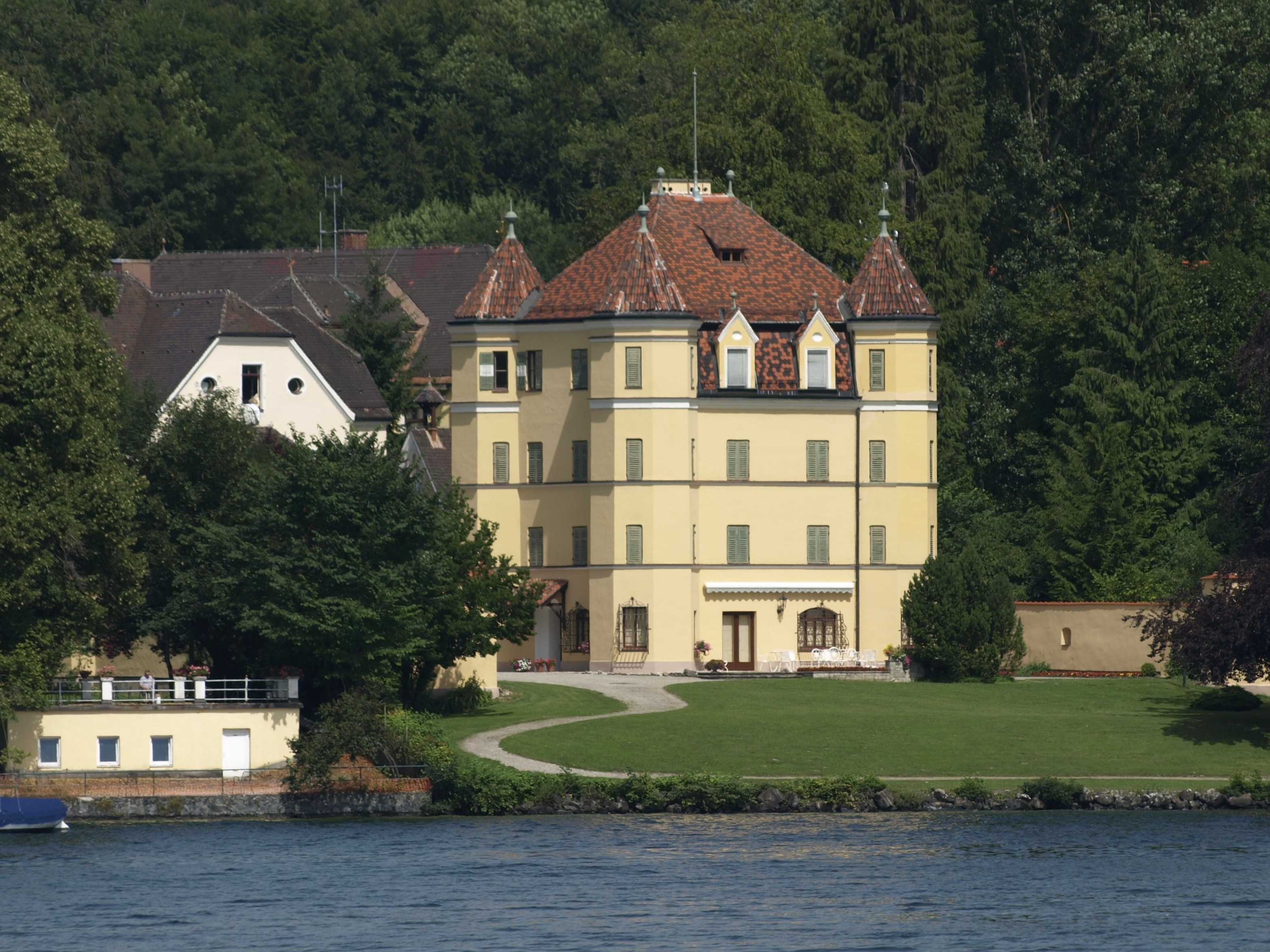
Kasteel Garatshausen, in 1887 in bezit van Helene in Beieren, de zuster van Keizerin Sissi; tegenwoordig een woonzorgcentrum voor ouderen

## Infrastructuur

Lijnenkaart S-Bahn van München. Zie linksonder lijn S6.

Feldafing is vanuit station München Hauptbahnhof bereikbaar met lijn S6 van de S-Bahn van München. Ook rijden er (niet zeer frequent) streekbussen naar Tutzing en terug.
Enkele kilometers ten westen van Feldafing loopt in noord-zuidrichting de Bundesstraße 2. Volgt men deze noordwaarts tot Starnberg, dan gaat deze over in de slechts ongeveer 7 kilometer lange A952, die bij afrit 4 Dreieck Starnberg op de Autobahn A95 uitkomt, richting de 10-15 km verderop gelegen stad München.
In de gemeente is een belangrijk IT-opleidingsinstituut van de Bundeswehr, alsmede een management-opleidingsinstituut van het Siemens-concern gevestigd.

## Bekende inwoners
- Edward Theodore (E.T.) Compton, (* 29 juli 1849 in Stoke Newington, Engeland; † 22 maart 1921 in Feldafing), beroemd Engels, vanaf zijn 18e verjaardag Duits, alpinist en beeldend kunstenaar. Hij maakte ongeveer 1.700 pentekeningen, aquarellen en olieverfschilderijen van berglandschappen, vooral de Alpen en gebergten in Noorwegen en Groot-Brittannië.
- Albertus Willem Sijthoff (* Leiden, 30 juni 1829; † Feldafing, 29 juli 1913), Nederlands uitgever
- Katia Mann (1883 te Feldafing-1980)